# برکان اچ ۲
برکان اچ۲ (Volcan H2) یک موشک بالستیک کوتاه‌برد قابل حمل است که در یمن، طراحی و تولید می‌شود. این کلمه همان ولکان به معنای آتشفشان است که تلفظ عربی آن به صورت برکان درآمده‌است.

## تولید
نیروهای یمنی از دوم سپتامبر ۲۰۱۶ تولید موشک را با پرده‌برداری از برکان ۱ آغاز کردند. موشک جدید آن‌ها به نام برکان ۲، برد گسترده‌ای برابر ۱٬۴۰۰ کیلومتر (۸۷۰ مایل) دارد.

## تاریخچه عملیاتی
وجود موشک برکان هاش-۲ برای نخستین بار در ۲۲ ژوئیه ۲۰۱۷، برای جامعه جهانی، زمانی مطرح شد که حوثی‌ها آن را به عربستان سعودی پرتاب و سپس ادعا کردند با موفقیت به منطقه ینبع برخورد کرده‌است و آتش‌سوزی بزرگی در پالایشگاه نفت آرامکو ایجاد کرد. عربستان، این خبر را تکذیب کرده و گفته‌است این آتش‌سوزی ناشی از نقص عملکرد ژنراتور در رطوبت بالای هوا بوده‌است. در تاریخ ۴ نوامبر ۲۰۱۷، عربستان اعلام کرد توانسته‌است با شلیک یک ام‌آی‌ام-۱۰۴پاتریوت یک موشک برکان ۲ را در آسمان ریاض منهدم کند. به گفته مقامات عربستان، این موشک قرار بوده به فرودگاه بین‌المللی ملک خالد اصابت کند.